# Tournoi asiatique des Cinq Nations de rugby à XV 2012
Navigation
Tournoi 2011 Tournoi 2013
Le Tournoi asiatique des Cinq Nations 2012 est la cinquième édition du Tournoi asiatique des Cinq Nations, compétition annuelle de rugby à XV qui voit s'affronter les nations membres de l'Asian Rugby Football Union. Les 23 pays participants sont répartis en six divisions continentales, dont la première est appelée Top 5. Un système de promotions et de relégations existe entre les différentes divisions continentales. Les résultats des matchs comptent également pour les qualifications de la Coupe du monde 2015.

## Participants
24 équipes participent à cette édition
| Top 5 - Japon - Kazakhstan - Hong Kong - Émirats arabes unis - Corée du Sud | Division 1 - Sri Lanka - Singapour - Taipei chinois - Philippines | Division 2 - Malaisie - Thaïlande - Chine - Iran |

| Division 3 - Inde - Qatar - Guam - Indonésie | Division 4 - Jordanie - Ouzbékistan - Liban - Pakistan | Division 5 - Laos - Cambodge - Brunei |

## Top 5
Les quatre premiers de l'édition 2011 (Japon, Kazakhstan, Émirats arabes unis, Hong Kong) sont rejoints par le vainqueur de la Division 1, la Corée du Sud.
Le Japon remporte la compétition pour la cinquième année consécutive. Le Kazakhstan est reléguée en première division.

### Classement
| Rang | Nation              | J | V | N | D | Bo | Bd | Pm  | Pe  | Diff | Pts |
| ---- | ------------------- | - | - | - | - | -- | -- | --- | --- | ---- | --- |
| 1    | Japon (T)           | 4 | 4 | 0 | 0 | 4  | 0  | 312 | 11  | +301 | 24  |
| 2    | Corée du Sud        | 4 | 3 | 0 | 1 | 2  | 0  | 163 | 109 | +54  | 17  |
| 3    | Hong Kong           | 4 | 2 | 0 | 2 | 0  | 0  | 159 | 98  | +61  | 13  |
| 4    | Émirats arabes unis | 4 | 1 | 0 | 3 | 1  | 0  | 80  | 269 | -189 | 6   |
| 5    | Kazakhstan          | 4 | 0 | 0 | 4 | 0  | 0  | 48  | 275 | -227 | 1   |

|  | Vainqueur du tournoi (no 1).                      |
|  | Relégué en Division 1 pour le tournoi 2013 (no 5) |
|  | T, tenant du titre 2011.                          |

Attribution des points : Cinq points sont attribués pour une victoire, trois points pour un match nul, aucun point en cas de défaite. Un point de bonus est accordé à l'équipe qui marque au moins quatre essais ou qui perd par moins de huit points.

### Résultats
Première journée
| 27 avril 2012 | Dubaï  | Émirats arabes unis | 10 – 85 | Hong Kong |
| 28 avril 2012 | Almaty | Kazakhstan          | 0 – 87  | Japon     |

Deuxième journée
| 5 mai 2012 | Hong Kong | Hong Kong | 19 – 21 | Corée du Sud        |
| 5 mai 2012 | Fukuoka   | Japon     | 106 – 3 | Émirats arabes unis |

Troisième journée
| 11 mai 2011 | Dubaï | Émirats arabes unis | 46 – 31 | Kazakhstan |
| 12 mai 2011 | Séoul | Corée du Sud        | 8 - 52  | Japon      |

Quatrième journée
| 19 mai 2011 | Tokyo  | Japon      | 67 – 0  | Hong Kong    |
| 19 mai 2011 | Almaty | Kazakhstan | 17 – 87 | Corée du Sud |

Cinquième journée
| 26 mai 2011 | Séoul     | Corée du Sud | 47 – 21 | Émirats arabes unis |
| 26 mai 2011 | Hong Kong | Hong Kong    | 55 – 0  | Kazakhstan          |

## Division 1
La division 1 est composé des Philippines et de Singapour déjà présentent à ce niveau la saison passée, Du Sri Lanka relégué du Top 5 et enfin de Taïwan promu de Division 2. 
Les Philippines  remporte le tournoi et évolueront en Top 5 lors de l'édition 2013. En revanche, Singapour, qui a terminé dernier, évoluera à l'échelon inférieur c'est-à-dire en Division 2.

### Classement
| Rang | Nation          | J | V | N | D | Bo | Bd | Pm | Pe  | Diff | Pts 1 |
| ---- | --------------- | - | - | - | - | -- | -- | -- | --- | ---- | ----- |
| 1    | Philippines (T) | 3 | 3 | 0 | 0 | 3  | 0  | 99 | 36  | +63  | 18    |
| 2    | Sri Lanka       | 3 | 2 | 0 | 1 | 2  | 0  | 89 | 36  | +53  | 12    |
| 3    | Taipei chinois  | 3 | 1 | 0 | 2 | 1  | 0  | 69 | 94  | -25  | 6     |
| 4    | Singapour       | 3 | 0 | 0 | 3 | 0  | 1  | 51 | 114 | -63  | 1     |

|  | Vainqueur du tournoi (no 1).                      |
|  | Relégué en Division 2 pour le tournoi 2013 (no 4) |

Attribution des points : Cinq points sont attribués pour une victoire, trois points pour un match nul, aucun point en cas de défaite. Un point de bonus est accordé à l'équipe qui marque au moins quatre essais ou qui perd par moins de huit points.

### Résultats
Première journée
| 14 avril 2012 | Manila | Sri Lanka   | 36 – 8  | Taipei chinois |
| 14 avril 2012 | Manila | Philippines | 37 – 20 | Singapour      |

Deuxième journée
| 18 avril 2012 | Manila | Sri Lanka   | 35 – 10 | Singapour      |
| 18 avril 2012 | Manila | Philippines | 34 – 12 | Taipei chinois |

Troisième journée
| 21 mai 2012 | Manila | Philippines | 28 – 18 | Sri Lanka      |
| 21 mai 2012 | Manila | Singapour   | 31 - 49 | Taipei chinois |

## Division 2
La Thaïlande qui remporte le tournoi, évoluera en Division 1 la saison prochaine. La Chine, qui termine dernière, évoluera en Division 3.
|  | Demi-finales       | Demi-finales       |                        |    | Finale             | Finale             |
|  | Demi-finales       | Demi-finales       |                        |    | Finale             | Finale             |
|  |                    |                    |                        |    |                    |                    |
|  | le 4 mai à Bangkok | le 4 mai à Bangkok |                        |    | le 7 mai à Bangkok | le 7 mai à Bangkok |
|  | le 4 mai à Bangkok | le 4 mai à Bangkok |                        |    | le 7 mai à Bangkok | le 7 mai à Bangkok |
|  | Thaïlande          | 37                 |                        |    | le 7 mai à Bangkok | le 7 mai à Bangkok |
|  | Thaïlande          | 37                 |                        |    | le 7 mai à Bangkok | le 7 mai à Bangkok |
|  | Iran               | 17                 |                        |    | le 7 mai à Bangkok | le 7 mai à Bangkok |
|  | Iran               | 17                 | Thaïlande              | 22 |                    |                    |
|  | le 4 mai à Bangkok |                    | Thaïlande              | 22 |                    |                    |
|  |                    | Malaisie           | 19                     |    |                    |                    |
|  | Malaisie           | Malaisie           | 19                     | 89 |                    |                    |
|  | Malaisie           |                    |                        | 89 |                    |                    |
|  | Chine              | 0                  |                        |    |                    |                    |
|  | Chine              | 0                  | Match pour la 3e place |    |                    |                    |
|  |                    |                    |                        |    |                    |                    |
|  | le 7 mai à Bangkok |                    |                        |    |                    |                    |
|  |                    |                    |                        |    |                    |                    |
|  | Iran               | 52                 |                        |    |                    |                    |
|  | Iran               | 52                 |                        |    |                    |                    |
|  | Chine              | 3                  |                        |    |                    |                    |
|  | Chine              | 3                  |                        |    |                    |                    |

## Division 3
L'Inde qui remporte le tournoi, évoluera en Division 2 lors de l'édition 2013.  En revanche le Pakistan, dernier, évoluera en Division 4.
|  | Demi-finales         | Demi-finales         |                        |    | Finale               | Finale               |
|  | Demi-finales         | Demi-finales         |                        |    | Finale               | Finale               |
|  |                      |                      |                        |    |                      |                      |
|  | le 22 juin à Jakarta | le 22 juin à Jakarta |                        |    | le 25 juin à Jakarta | le 25 juin à Jakarta |
|  | le 22 juin à Jakarta | le 22 juin à Jakarta |                        |    | le 25 juin à Jakarta | le 25 juin à Jakarta |
|  | Guam                 | 38                   |                        |    | le 25 juin à Jakarta | le 25 juin à Jakarta |
|  | Guam                 | 38                   |                        |    | le 25 juin à Jakarta | le 25 juin à Jakarta |
|  | Indonésie            | 17                   |                        |    | le 25 juin à Jakarta | le 25 juin à Jakarta |
|  | Indonésie            | 17                   | Guam                   | 16 |                      |                      |
|  | le 22 juin à Jakarta |                      | Guam                   | 16 |                      |                      |
|  |                      | Inde                 | 18                     |    |                      |                      |
|  | Inde                 | Inde                 | 18                     | 34 |                      |                      |
|  | Inde                 |                      |                        | 34 |                      |                      |
|  | Pakistan             | 5                    |                        |    |                      |                      |
|  | Pakistan             | 5                    | Match pour la 3e place |    |                      |                      |
|  |                      |                      |                        |    |                      |                      |
|  | le 25 juin à Jakarta |                      |                        |    |                      |                      |
|  |                      |                      |                        |    |                      |                      |
|  | Pakistan             | 7                    |                        |    |                      |                      |
|  | Pakistan             | 7                    |                        |    |                      |                      |
|  | Indonésie            | 13                   |                        |    |                      |                      |
|  | Indonésie            | 13                   |                        |    |                      |                      |

## Division 4
Le Qatar qui remporte le tournoi, évoluera en Division 3 la saison prochaine. 
|  | Demi-finales      | Demi-finales      |                        |    | Finale            | Finale            |
|  | Demi-finales      | Demi-finales      |                        |    | Finale            | Finale            |
|  |                   |                   |                        |    |                   |                   |
|  | le 11 mai à Dubaï | le 11 mai à Dubaï |                        |    | le 13 mai à Dubaï | le 13 mai à Dubaï |
|  | le 11 mai à Dubaï | le 11 mai à Dubaï |                        |    | le 13 mai à Dubaï | le 13 mai à Dubaï |
|  | Jordanie          | 19                |                        |    | le 13 mai à Dubaï | le 13 mai à Dubaï |
|  | Jordanie          | 19                |                        |    | le 13 mai à Dubaï | le 13 mai à Dubaï |
|  | Liban             | 25                |                        |    | le 13 mai à Dubaï | le 13 mai à Dubaï |
|  | Liban             | 25                | Liban                  | 0  |                   |                   |
|  | le 11 mai à Dubaï |                   | Liban                  | 0  |                   |                   |
|  |                   | Qatar             | 50                     |    |                   |                   |
|  | Ouzbékistan       | Qatar             | 50                     | 13 |                   |                   |
|  | Ouzbékistan       |                   |                        | 13 |                   |                   |
|  | Qatar             | 74                |                        |    |                   |                   |
|  | Qatar             | 74                | Match pour la 3e place |    |                   |                   |
|  |                   |                   |                        |    |                   |                   |
|  | le 13 mai à Dubaï |                   |                        |    |                   |                   |
|  |                   |                   |                        |    |                   |                   |
|  | Ouzbékistan       | 15                |                        |    |                   |                   |
|  | Ouzbékistan       | 15                |                        |    |                   |                   |
|  | Jordanie          | 19                |                        |    |                   |                   |
|  | Jordanie          | 19                |                        |    |                   |                   |

## Division 5
| Rang | Nation   | J | V | N | D | Bo | Bd | Pm  | Pe | Diff | Pts |
| ---- | -------- | - | - | - | - | -- | -- | --- | -- | ---- | --- |
| 1    | Laos     | 2 | 2 | 0 | 0 | 0  | 0  | 128 | 14 | +114 | 12  |
| 2    | Brunei   | 2 | 1 | 0 | 1 | 0  | 0  | 26  | 85 | -59  | 5   |
| 3    | Cambodge | 2 | 0 | 0 | 2 | 0  | 1  | 22  | 77 | -55  | 1   |

|  | Vainqueur du tournoi (no 1). |

Attribution des points : Match gagné : 5 pts, match nul : 3 pts, match perdu : 0 pts, un point de bonus est attribué si une équipe marque 4 essais ou plus ou si elle perd par 7 points ou moins.
| Le 26 juin | Cambodge | 15 – 19 | Brunei |
| Le 28 juin | Laos     | 70 – 7  | Brunei |
| Le 30 juin | Cambodge | 7 – 58  | Laos   |